# Kulturní dům Zákupy
Kulturní dům Zákupy byl postaven roku 1935 v Zákupech nedaleko nádraží mimo střed města. Byl původně jen tělocvičnou, po přestavbě se stal kulturním domem.

## Historie
Objekt byl postaven v rámci podpory nezaměstnaných a otevřen 17. června 1935.  Tehdy byl tělocvičnou. Koncem roku 1945 německou tělocvičnu (v Zákupech žili do roku 1945 převážně německy mluvící obyvatelé) převzal nově vzniklý TJ Sokol Zákupy a používal ji nejen pro tělovýchovu, ale i kulturní akce. V roce 1946 byly přejmenovány zákupské ulice, takže dnešní adresa je Nádražní ulice č.p. 320.
V šedesátých letech využívali objekt řídce jak ochotníci, tak Městský národní výbor pro schůze a akce k revolučním výročím.
Od roku 1983 byl objekt přestavován na kulturní dům, načas zde ustal vystupovat divadelní soubor Havlíček a přestěhoval se do budovy někdejší klášterní školy Boromejek. Rekonstrukcí získali ochotníci suterén pod jevištěm a sklad. Kulturní dům po nepříliš zdařilé rekonstrukci byl otevřen 26. června 2001.

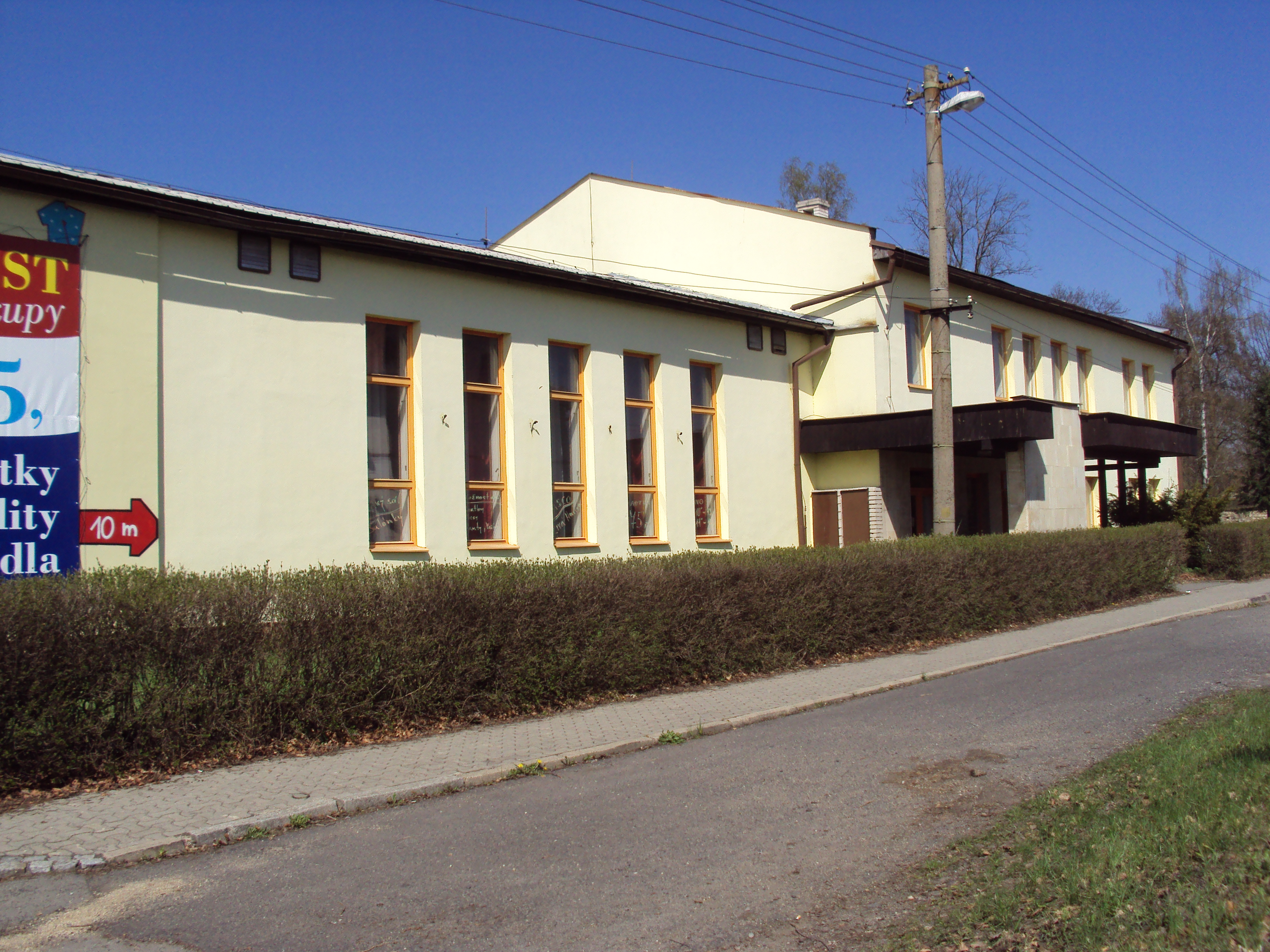
Zákupský kulturní dům v roce 2010

Velký sál byl několik let využíván nejen ochotníky, ale též pro zasedání Zastupitelstva města, plesy, taneční zábavy, prodejní akce i akce pro děti.

## Vybavení
Byla zde restaurace (občas pronajímaná a na delší dobu zavíraná) s malou venkovní ohrádkou, velký sál, sociální zařízení, salonek a řada místností využívaných divadelníky. Vedle budovy je poněkud schované parkoviště pro osobní auta, parčík, poblíž jsou zdi zámeckých zahrad.
Kolem objektu je vedena zelená turistická trasa od nádraží k náměstí, zámku Zákupy a dál na Svojkov a Sloup v Čechách.

## Rekonstrukce v roce 2015
V roce 2015 byl objekt patřící stále městu s využitím pětimilionové státní dotace opraven vně i uvnitř, zateplen, byl vyměněn plynový kotel, čerpadlo a rozvody tepla. 